# Viktoria Güsten
Viktoria Güsten war ein 1904 gegründeter Sportverein im deutschen Reich mit Sitz in der Kleinstadt Güsten innerhalb der heutigen Verbandsgemeinde Saale-Wipper im sachsen-anhaltischen Salzlandkreis.

## Geschichte
Der Verein wurde im Jahr 1904 gegründet. Der Verein spielte mindestens ab der Saison 1920/21 in der 1. Kreisklasse. In der Saison 1923/24 wurde die Fußball-Mannschaft Meister der 1. Kreisklasse Harzgau Staffel B und durfte somit an der Aufstiegsrunde zur Gauliga teilnehmen. An dessen Ende stieg der Verein dann auch zur Saison 1924/25 in das Gau Elbe/Bode innerhalb der mitteldeutschen Meisterschaft des VMBV auf.
Gleich in der ersten Saison belegte die Mannschaft mit 17:11 Punkten den zweiten Platz der Tabelle. Dieser Platz konnte in der Folgesaison wiederholt werden, gleichzeitig qualifizierte sich der Verein über diesen Platz dieses Mal aber auch für die Runde der Zweiten. Dem zuvor ging noch ein Entscheidungsspiel gegen den Punktgleichen beim SV Teutonia Aschersleben welches zuvor mit 1:3 gewonnen werden konnte. In der Endrunde um den zweiten Startplatz bei der deutschen Meisterschaft in diesem Jahr scheiterte die Mannschaft dann aber mit 2:3 n. V. an der SpVgg Thale 04.
Die Saison 1926/27 konnte dann erstmals als Erster im Gau abgeschlossen werden, hierzu war jedoch erneut ein Entscheidungsspiel vonnöten. Dieses konnte mit 4:1 gegen den FC Askania Aschersleben gewonnen werden. In der Endrunde um die Mitteldeutsche Meisterschaft kam man jedoch nicht über die 1. Vorrunde hinaus, in welcher die Mannschaft mit 10:0 bei der SpVgg 1907 Meerane unterlag. Die darauf folgende Saison konnte dann erneut als Sieger des Gaus abgeschlossen werden. In der Endrunde ging es erneut nicht über die 1. Vorrunde hinaus. Diesmal unterlag die Mannschaft beim SC Apolda mit 6:1. Nach dieser Spielzeit wurde das Gau Elbe/Bode aufgelöst. Die Viktoria trat somit ab der nächsten Saison im Gau Anhalt an.
Durch die neue starke Konkurrenz konnte die Mannschaft nicht mehr an alte Stärken anschließen, mit 18:22 Punkten gelang es nur den 9. Platz am Ende der Spielzeit zu belegen. Nach der Saison 1929/30 reichte es dann mit 10:26 Punkten auch nur noch für den 10. und damit letzten Platz, womit die Mannschaft erstmals wieder absteigen musste. Zur Saison 1931/32 gelang es dann schließlich wieder in das Gau Anhalt aufzusteigen. Mit 17:19 Punkten und einer Tordifferenz von 33:36 gelang dann auch gleich mit dem 6. Platz eine Position im Mittelfeld. Die Saison 1932/33 sollte dann auch die letzte erstklassige Saison für den Verein werden, mit 15:21 Punkten belegte man am Ende der Spielzeit den 8. Platz. Nach der Machtergreifung der Nationalsozialisten wurde die Gauliga Mitte eingeführt, jedoch kein Verein aus dem Gau Anhalt dafür berücksichtigt. Was in den folgenden Jahren mit dem Verein passierte, ist nicht bekannt, spätestens nach dem Zweiten Weltkrieg wurde der Verein dann aber auch aufgelöst.